# KCalc
Kcalc es una calculadora integrada al escritorio KDE. Su vista estándar permite realizar operaciones de cálculos de aritmética.
Permite calcular funciones trigonometricas y logarítmicas en su vista avanzada. Desde la versión 2 (incluida en KDE 3.5) KCalc ofrece precisión arbitraria.

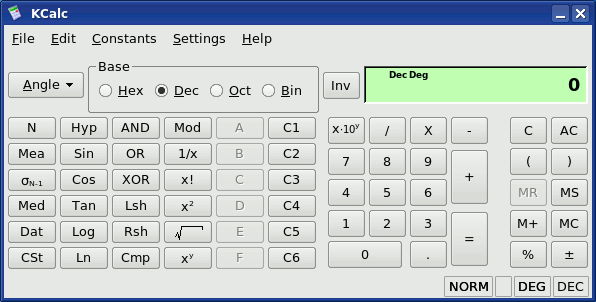
KCalc en su vista avanzada activada